# Festival Hall
Die Festival Hall ist eine Mehrzweckhalle in der australischen Stadt Melbourne.

## Geschichte
Die Halle wurde als West Melbourne Stadium (kurz: The Stadium) mit einem Boxkampf am 3. November 1913 eröffnet. 1915 ging die Halle in den Besitz der Firma Stadiums Limited, die John Wren (Vorsitzender) und Dick Lean (Generaldirektor) gehörte. Bei den Einheimischen war die Halle schnell als "The House of Stoush" bekannt, da in der Halle mit der Zeit einige der größten Namen des australischen Boxsports, wie Lionel Rose, Johnny Famechon oder Anthony Mundine, gekämpft hatten. Ebenso fanden Veranstaltungen im Roller Derby, Gesellschaftstanz sowie kulturelle und religiöse Zusammenkünfte statt. Des Weiteren war die Halle Austragungsort der ersten Indoor-Tennisausstellung mit John McEnroe. Während der Weltwirtschaftskrise versammelten sich arbeitslose Männer, die Arbeit suchten, in der Halle, um für die Hafenarbeit ausgewählt zu werden. 1955 wurde die Halle durch einen Brand zerstört, jedoch rechtzeitig zu den Olympischen Sommerspielen 1956 saniert. Während den Spielen war die Halle Wettkampfstätte der Box- und Turnwettkämpfe sowie des Basketballturniers.
Dick Lean junior (Sohn des ehemaligen Generaldirektors) begann nach seinem Einstieg bei Stadiums Limited mit der Förderung bedeutender Musik-Acts aller Genres aus Großbritannien und den Vereinigten Staaten. Anfang der 1960er Jahre wurde die Halle in Festival Hall umbenannt, um seine zunehmende Nutzung als Melbournes größter Veranstaltungsort für Konzerte widerzuspiegeln. Lean buchte die Beatles 1964, damit sie in Australien spielen. Lean förderte und brachte in den 1960er, 1970er und 1980er Jahren weiterhin viele der wichtigsten Headliner nach Australien. Am 19. Mai 2006 entstand ein Livealbum der Band The Living End in der Festival Hall. Am 30. Januar 2008 trat Rage Against the Machine auf. Die Halle diente auch in vielfältiger Weise. So wurde die Fernsehsendung The Price is Right für Seven Network aufgezeichnet, Kunstausstellungen oder große Weihnachtsfeiern abgehalten. Außerdem wurde die Festival Hall für Prüfungen der Swinburne University of Technology genutzt. Im November 2018 erhielt die Halle einen dauerhaften Kulturerbestatus. Am 25. Oktober 2020 kaufte die Hillsong Church die Festival Hall.